# Herrarnas 75 kg i tyngdlyftning vid olympiska sommarspelen 1980
Herrarnas tyngdlyftning i 75-kilosklassen vid olympiska sommarspelen 1980 hölls den 24 juli 1980 i Izmailovo Sports Palace i Moskva.

## Tävlingsformat
Varje tyngdlyftare får tre försök i ryck och stöt. Deras bästa lyft i de båda kombineras till ett totalt resultat. Om någon tävlande misslyckas att få ett godkänt lyft, så blir de utslagna. Ifall två tyngdlyftare hamnar på samma resultat, är idrottaren med lägre kroppsvikt vinnare.

## Resultat
| Plats | Idrottare                       | Kroppsvikt | Ryck (kg) | Ryck (kg) | Ryck (kg) | Ryck (kg) | Stöt (kg) | Stöt (kg) | Stöt (kg) | Stöt (kg) | Totalt |
| Plats | Idrottare                       | Kroppsvikt | 1         | 2         | 3         | Resultat  | 1         | 2         | 3         | Resultat  | Totalt |
| ----- | ------------------------------- | ---------- | --------- | --------- | --------- | --------- | --------- | --------- | --------- | --------- | ------ |
| 1     | Asen Zlatev (BUL)               | 74,65      | 155       | 160       | 162,5     | 160       | 190       | 200       | 205       | 200       | 360    |
| 2     | Aleksandr Pervi (URS)           | 74,20      | 152,5     | 157,5     | 157,5     | 157,5     | 190       | 200       | 205       | 200       | 357,5  |
| 3     | Nedelcho Kolev (BUL)            | 73,90      | 152,5     | 157,5     | 162,5     | 157,5     | 187,5     | 195       | 197,5     | 187,5     | 345    |
| 4     | Julio Echenique (CUB)           | 73,35      | 145       | 150       | 150       | 145       | 182,5     | 187,5     | 187,5     | 182,5     | 327,5  |
| 5     | Dragomir Ciorolan (ROU)         | 74,65      | 140       | 145       | 145       | 140       | 182,5     | 190       | 190       | 182,5     | 322,5  |
| 6     | Tapio Kinnunen (FIN)            | 74,10      | 142,5     | 147,5     | 147,5     | 142,5     | 172,5     | 177,5     | 180       | 177,5     | 320    |
| 7     | Bertil Sollevi (SWE)            | 74,75      | 130       | 135       | 137,5     | 137,5     | 172,5     | 177,5     | 177,5     | 172,5     | 310    |
| 8     | Newton Burrowes (GBR)           | 74,85      | 130       | 135       | 135       | 130       | 167,5     | 172,5     | 172,5     | 172,5     | 302,5  |
| 9     | Rogelio Weatherbee (MEX)        | 74,85      | 130       | 135       | 135       | 135       | 160       | 165       | 170       | 165       | 300    |
| 10    | Vincenzo Pedicone (ITA)         | 73,70      | 130       | 130       | 135       | 130       | 160       | 165       | 167,5     | 165       | 295    |
| 11    | Kevin Kennedy (GBR)             | 74,00      | 130       | 140       | 140       | 130       | 160       | 165       | 165       | 160       | 295    |
| 12    | Dušan Mirković (YUG)            | 74,45      | 127,5     | 132,5     | 132,5     | 127,5     | 162,5     | 170       | 170       | 162,5     | 290    |
| 13    | Damdinsürengiin Boldbayar (MGL) | 73,90      | 127,5     | 127,5     | 127,5     | 127,5     | 155       | 162,5     | 162,5     | 155       | 282,5  |
| 14    | Sampson Cosmas (NGR)            | 74,80      | 110       | 115       | 117,5     | 115       | 140       | 140       | 145       | 140       | 255    |
| -     | Günter Schliwka (GDR)           | 73,50      | 145       | 150       | 150       | 150       | 187,5     | 187,5     | 187,5     | -         | DNF    |
| -     | Mohamed Tarabulsi (LIB)         | 74,75      | 142,5     | 142,5     | 142,5     | -         | -         | -         | -         | -         | DNF    |

## Nya rekord
| Ryck   | 160,0 kg | Asen Zlatev (BUL)     | OR |
| Stöt   | 200,0 kg | Aleksandr Pervi (URS) | WR |
| Stöt   | 205,0 kg | Aleksandr Pervi (URS) | WR |
| Stöt   | 205,5 kg | Asen Zlatev (BUL)     | WR |
| Totalt | 357,5 kg | Aleksandr Pervi (URS) | WR |
| Totalt | 360,0 kg | Asen Zlatev (BUL)     | WR |